# Rodonite
La rodonite è un minerale. È noto un suo polimorfo più raro chiamato piroxmangite con la stessa composizione chimica ma che presenta nella struttura sette tetraedri base del silicio invece che cinque. 

## Origine del nome
Il nome del minerale deriva dal greco "ρόδον" cioè di colore rosa.

## Abito cristallino
Massivo, granulare.

## Origine e giacitura
L'origine è idrotermale o metamorfica mediante metamorfismo di carbonati di manganese senza silice con l'aggiunta di materiali magmatici, ma il minerale si può trovare in rocce metamorfiche ed in rocce metasomatiche o in vari giacimenti di manganese.

## Forma in cui si presenta in natura
I cristalli hanno gli spigoli arrotondati o sottili, quasi a sembrare delle lamelle. Il materiale massivo è di colore rosa carne con delle screziature di nero dovute ad ossidi idrati di manganese.

## Caratteristiche chimico-fisiche
- Indice di rifrazione: 1,73-1,74[4]
- Peso molecolare: 129,13 grammomolecole[1]
- Densità di elettroni: 3,47/cm³[1]
- Indici quantici[1]:
  - fermioni:0,01
  - bosoni: 0,99
- Indici di fotoelettricità[1]:
  - PE: 11,12 barn/elettrone
  - ρ: 38,61 barn//cm³
- Indice di radioattività GRapi: 0 (il minerale non è radioattivo)[1]

## Località di ritrovamento
- In Europa: Långban e Pajsberg (Svezia)[3]; Urali[4]
  - In Italia: Saint-Marcel (Valle d'Aosta)[3][4]; Val Malenco (provincia di Sondrio)[3][4]; Monte Civillina, presso Recoaro (provincia di Vicenza)[3]; nella miniera di Gambatesa presso Chiavari (provincia di Genova)[3]; presso Alagna Valsesia (provincia di Vercelli)[4];
- In Africa: Sudafrica[4]; Madagascar[4]; Tanzania[3];
- Resto del mondo: New Jersey e Montana (USA)[3]; Canada[3][4]; India[4]; Broken Hill (Australia)[3], le gemme australiane sono trasparenti sono rosso-arancio con sfumatura bruniccia[4], Minas Gerais (Brasile), associato con cummingtonite.

## Il taglio

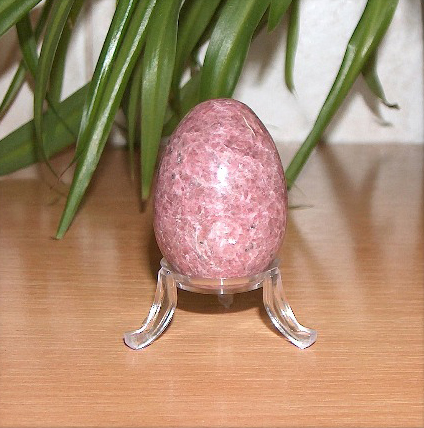
Oggetto decorativo in rodonite levigata

Il minerale viene tagliato a sfera o a cabochon, oppure il minerale viene utilizzato per la fabbricazione di monili, statue ed altri oggetti ornamentali.

## Pietre simili
- Thulite[3]
- Rodocrosite[3]